# Chestnut - Un eroe a quattro zampe
Chestnut - Un eroe a quattro zampe (Chestnut: Hero of Central Park) è un film commedia del 2004 diretto da Robert Vince ed è uscito in Italia nel 2006 e vede protagoniste le giovanissime Abigail Breslin e Makenzie Vega.

## Trama
Sal e Ray sono due sorelle ospiti di un orfanotrofio femminile, dopo aver perso la madre. Il sogno più grande di Sal è quello di avere un cane tutto per sé, mentre Ray preferirebbe avere una famiglia e un luogo da chiamare "casa". Un giorno, mentre giocano vicino alla strada, le due piccole vedono un camion pieno di mobili: sono stati rubati da Wesley e Kosh, soprannominati "i ladri di Central Park", i quali - dopo il furto - decidono di abbandonare un cagnolino che si era intrufolato nel loro mezzo dopo averli inseguiti. Sal salva il cucciolo dalla strada e dopo averlo mostrato alle amiche dell'istituto la sera, decide insieme alla sorella di tenerlo e di chiamarlo Chesnut.
Lo stesso giorno in cui trovano Chesnut, Sal e Ray vengono a sapere dalla madre superiore, Suor Agnese, che sono state finalmente adottate da una benestante famiglia, i gentili e amorevoli coniugi Tomley e le due bambine presto lasceranno l'orfanotrofio trasferendosi a casa loro.
Poco tempo dopo Sal e Ray incontrano i loro futuri genitori adottivi, i quali si mostrano fin da subito molto pazienti, cortesi e disponibili con le due bambine e dopo averle portate con loro, si apprestano a farle sentire a proprio agio nella loro splendida casa di New York. Le bambine per tutto il viaggio nascondono il cane in un loro zainetto, ma scoprono che nel palazzo in cui andranno a vivere gli animali non sono ammessi e che per di più il loro padre adottivo ne è allergico. Sal, per non perdere il cucciolo, inizialmente vorrebbe rinunciare all'adozione ma Ray la convince a rimanere quindi ad insaputa dei signori Tomley, nascondono il piccolo Chestnut nel balcone della loro stanza. 
Per i giorni a venire, Sal e Ray nonostante l'imbarazzo iniziale verso i Tomley, imparano a conoscerli e cominciano ad ambientarsi nella loro grande casa e alla frenetica vita di New York iniziando a condurre con la loro nuova famiglia una vita serena e divertente. Contemporaneamente a tutto ciò, Sal e Ray crescono in segreto Chesnut che diventa sempre più grande ma anche più giocherellone, affettuoso e spesso combina dei guai a cui le due bambine devono badare e poi risolverli per non farlo scoprire e proteggerlo. L'unica a venire a conoscenza del segreto di Sal e Ray è un'amica della signora Tomley, la simpatica e spagnola Rosa Maria che molto affezionatasi alle due bambine e al cane aiuta le due sorelle a tenere nascosta la presenza di Chesnut in casa, a procurargli da mangiare, a badare a lui quando le bimbe non ci sono e a portarlo fuori nel parco.
Il segreto di Chesnut tuttavia per le due bambine diventa sempre più difficile da mantenere e nascondere, così Sal e Ray non volendo più mentire ai Tomley ai quali ormai sono fortemente legate, decidono che è arrivato il momento di dire loro la verità sul loro amico a quattro zampe. Il loro piano salta brutalmente quando nel palazzo in cui vivono si sta celebrando un matrimonio e nella festa si sono infiltrati i due ladri Wesley e Kosh con l'obbiettivo di approfittare della confusione del matrimonio per derubare nell'appartamento del ricco padrone dell'edificio. Chesnut li riconosce e ignorando i richiami di Sal e Ray, inizia ad inseguirli scatenando una grande confusione e lo sfascio della festa e alla fine i due ladri riescono a fuggire mentre il segreto delle bambine viene a galla con stupore dei genitori. Il proprietario del palazzo, furibondo con i coniugi Tomley, dà loro un ultimatum: o fanno sparire il cane o saranno loro stessi a dover lasciare la loro casa.
Sal e Ray sono distrutte all'idea di doversi separare da Chesnut e i signori Tomley vedendo il forte legame che unisce le due bambine al cane, in segno di sincero affetto decidono di tenerlo per renderle felici. Ma il giorno seguente Sal, non sapendo nulla della decisione dei genitori e all'insaputa di Ray, fugge insieme a Chesnut nel parco. I genitori avvertiti da una sconvolta Ray della scomparsa della sorella, preoccupatissimi, avvisano subito la polizia e iniziano a cercare Sal e Chesnut.
Una sera Ray, sconfortata dalla sparizione della sorella e del migliore amico Chesnut, senza farsi vedere dai genitori esce dal palazzo per andare a cercarli da sola. Accompagnata da Martin, l'amichevole e simpatico portiere del palazzo, raggiunge il parco e un piccolo teatro all'aperto dove aveva giocato con la sorella e affrontando la sua paura per il buio a gran voce dichiara il suo affetto per la sorella dicendole che i Tomley hanno detto di poter tenere il loro cane. Fatto ciò la bambina, piangendo, ritorna a casa.
La sera stessa Sal viene ritrovata da due agenti della polizia e temendo che possano portare via Chesnut, la ragazza con la scusa di un gioco lo fa allontanare per poi venire riportata a casa. Sal viene raccolta calorosamente dalla famiglia e si dispera quando apprende dalla sorella che i Tomley hanno dato il permesso per tenere il cane.
Sempre nella stessa sera, durante la notte, Chesnut sente i due ladri Wesley e Kosh aggirarsi nel parco e inizia a seguirli fino al palazzo dove volevano fare il loro precedente furto. Mentre loro rubano tutti gli oggetti di valore come quadri, orologi e gioielli firmati, Chesnut crea delle mini trappole per incastrarli e fermarli riuscendoci, ma nella colluttazione con Wesley che era armato di coltello rimane gravemente ferito. Il padrone dell'edificio capisce che il cane gli ha salvato la vita e ne rimane colpito e quando Chesnut con grande sollievo di Sal e Ray e dei loro genitori si riprende come segno di riconoscenza e gratitudine, dà finalmente il suo consenso per mantenere il cane.
Il film si conclude con Sal e Ray che insieme alla loro famiglia e a Chesnut partecipano ad una festa all'aperto nell'orfanotrofio femminile.